# Conrad Künzler
Conrad Künzler (erstmals erwähnt 1597; † Winter 1637 in Unter Hirschberg (Walzenhausen); heimatberechtigt in ebenda) war ein Schweizer Ratsherr, Vogteischreiber und Gemeindepräsident aus Kanton Appenzell Ausserrhoden.

## Leben
Conrad Künzler war in Unter Hirschberg von 1597 bis 1612 Ratsherr. Im Jahr 1598 arbeitete er als Vogteischreiber. Ab 1612 bis 1637 amtierte er als Gemeindehauptmann. Im Jahr 1622 war er Militärobmann über "das Volk am Hirschberg".
Künzler gilt als Kirchen- und Gemeindegründer von Walzenhausen. Er setzte sich ab 1620 für eine eigene Kirche am Untern Hirschberg ein. Diese war bis 1638 nach  St. Margrethen kirchgenössig. Somit wurde sein Einsatz kurz nach seinem Tod von Erfolg gekrönt.